# Zaouïas en Algérie
Les Zaouïas en Algérie sont des édifices religieux situés en Algérie honorant la mémoire de saints patrons et destinés à l'enseignement coranique et religieux. Elles sont affiliées à des confréries soufies sous la tutelle du Ministère des Affaires religieuses et des Wakfs dans le respect des préceptes de la Référence religieuse algérienne.

## Historique

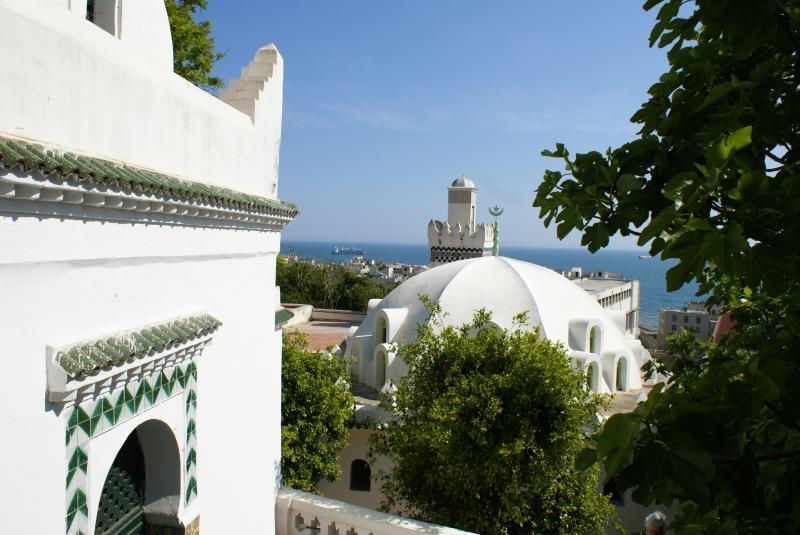
Zaouïa de Sidi Abderrahmane et-Thaâlibi dans la tariqa qadiriyya

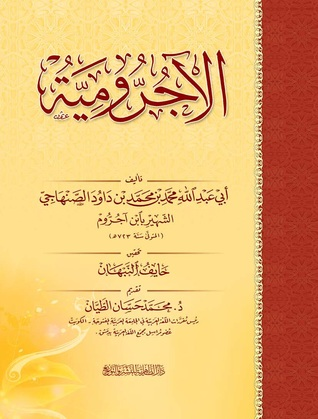
Ajjeroumia

L'histoire des zaouïas en Algérie est liée à celle des confréries soufies ou tourouq qui se confondent avec le soufisme qui en fut l’inspirateur et le fondateur.
C'est avec l'avènement du XVe siècle que le mouvement de création de ces retraites spirituelles s'intensifia avec le déclin du monde musulman au machrek comme au maghreb.
Les grandes villes musulmanes perdirent leur rayonnement scientifique et spirituel lorsque les dernières dynasties musulmanes perdirent le contrôle pédagogique et initiatique sur la masse des fidèles musulmans à cause de l'émiettement des territoires entre des émirats rivaux.
L'actuel territoire algérien était ainsi tiraillé entre deux dynasties musulmanes berbères qu'étaient le royaume zianide de Tlemcen à l'ouest et le sultanat hafside de Tunis à l'est.
L'enseignement religieux au Maghreb se concentrait alors à Fès dans la mosquée Al Quaraouiyine, et à la grande mosquée de Kairouan,.
Quant à la partie centrale limitrophe des deux dynasties Zianide et Hafside, elle vit ses grands centres intellectuels à Cherchell et à Béjaïa se réduire à leur plus simple expression formelle.
Pour sauver l'enseignement coranique dans ce Maghreb central conflictuel, qui est devenu plus tard l'Algérie, les autorités coutumières villageoises prirent en charge la sauvegarde du culte musulman en érigeant des zaouïas dans chaque confédération de tribus.
Des élèves érudits furent triés au volet dès la fin du XIVe siècle et le début du XVe siècle après des études coraniques préliminaires locales pour ensuite être envoyés à la mosquée Al-Azhar en Égypte, en passant soit par Fès ou par Kairouan, pour parfaire leur formation doctrinale et doctrinaire.
Le retour de ces centaines de théologiens maghrébins après un périple de plusieurs années d'études au machrek, et leur installation dans les villages zianides orientaux et hafsides occidentaux, a permis la création des zaouïas qui perpétuèrent le rayonnement musulman malgré le déclin civilisationnel qui s'abattait alors sur le sud du bassin méditerranéen.
L'avènement de la reconquista et l'exode massif des maures andalous, vers le littoral et les centres urbains côtiers du maghreb, apportèrent avec eux une mouture de mystique musulmane héritée d'Ibn Arabi et de d'Abd al Qadir al-Jilani pour s'incruster dans le paysage du soufisme maghrébin.
C'est ainsi que la tariqa qadiriyya se répandit au travers du maghreb central et vit émerger de notables théologiens et ascètes à l'image de Sidi Abderrahman et-Thaâlibi qui fit construire sa Zaouïa de Sidi Abderrahmane à côté de Djamaâ Sidi Abderrahmane dans la Casbah d'Alger.

## Enseignements

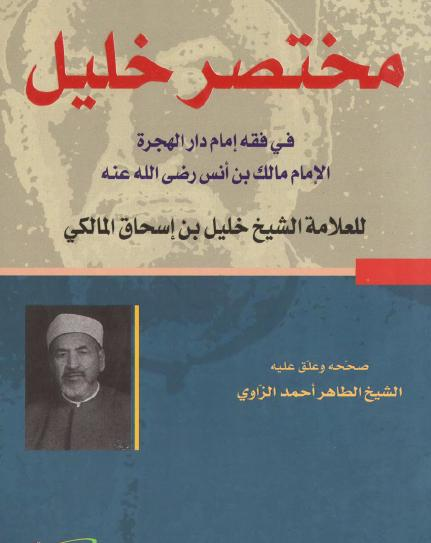
Moukhtassar Khalil

Bien que le Coran soit la matière principale enseignée dans chaque zaouïa en Algérie, plusieurs sciences islamiques y sont aussi dispensées.
C'est la lecture du Coran selon la méthode canonique de Warch 'an naafi', par la voie de l'Al-Azraq et de l'Al-Asbahani, qui est assumée dans cette institution religieuse.
Le hadîth y est enseigné sur la base d'Al-Muwatta compilé par l'Imam Mâlik ibn Anas.
C'est ainsi que le fiqh selon le madhhab malikite est observé dans les cours de chaque zaouïa qui se base sur le corpus du Moukhtassar Khalil écrit par Khalil ibn Ishaq al-Jondi.
Une autre référence du fiqh malikite dispensée dans cette zaouïa est la Rissala Fiqhiya (ar) écrite par Ibn Abî Zayd Al-Qayrawânî.
Une troisième référence du fiqh malikite inculquée dans cette zaouïa est le Matn Ibn Ashir (ar) écrit par Abdul Wahid Ibn Ashir.
La langue arabe est enseignée sur la base du texte de la Alfiya Ibn Malik composée par Ibn Malik (ar).
La syntaxe de la langue arabe est dispensée sur la base du texte de la Ajjeroumia composée par Ibn Ajarrum.
L'enseignement de cette même syntaxe se base sur le texte du Qatr en-Nada (ar) composé par Ibn Hichâm al-Ansâri (ar).

### Sources
- « Alger, quelques-unes de ses mosquées d'après Comité du Vieil Alger, Feuillets d'El-Djezaïr, Fondateur Henri Klein (1910), Éditions du Tell », sur www.alger-roi.fr, 29 septembre 2003 (consulté le 11 décembre 2015)
- Zineddine Sekfali, « Que peut-on encore sauver Alger ? », sur www.algerie-dz.com, El Watan, 18 avril 2005 (consulté le 11 décembre 2015)
- Ali Lafer, « Grande Mosquée (djamaa el-kebir) », sur www.discoverislamicart.org (consulté le 11 décembre 2015)
- Rachid Bourouiba, Les Inscriptions commémoratives des mosquées d’Algérie, Alger, Office des Publications Universitaires, 1984, 374 p. (OCLC 17604508), p. 81-86
- Rachid Bourouiba, L’Art religieux musulman en Algérie, Alger, S.N.E.D., 1983, 2e éd. (1re éd. 1973), 343 p. (OCLC 432350294)
- Rachid Bourouiba, Apports de l’Algérie à l’architecture religieuse arabo-islamique, Alger, OPNA, 1986, 358 p. (OCLC 21521189)
- Albert Devoulx, Les Édifices religieux de l'ancien Alger, Alger, Bastide, 1870, 270 p. (OCLC 490390051, lire en ligne) Extrait de la Revue africaine.
- Georges Marçais, L’Architecture musulmane d’occident, Tunisie, Algérie, Espagne et Sicile, Paris, Arts et Métiers Graphiques, 1954, 1080 (OCLC 253985764)